# Silvinha (basquetebolista)
Silvia Andrea Santos Luz, mais conhecida como Silvinha (Araçatuba, 5 de março de 1975), é uma jogadora brasileira de basquetebol.

## Biografia
O interesse de Silvinha em jogar basquete veio pelos incentivos do seu pai, Nelson Luz, que chegou a jogar basquete em Araçatuba. Assim como suas irmãs mais velhas, Cíntia e Helen, começou a prática de esportes pela natação e depois trocou pelo basquete. Tal como Cíntia e Helen,  também representou a seleção brasileira em diversas competições esportivas. Aos 18 anos, ela integrou a equipe no Sul-americano, um ano após se destacar na seleção juvenil. Em 1993 jogou pela seleção brasileira no Mundial Juvenil de Basquete. Embora tenha treinado com o time que conquistou o Mundial em 1994, não chegou a competir no torneio. Silvinha, conhecida pela sua velocidade e habilidade de infiltração, participou da conquista da medalha de prata nos Jogos Olímpicos de Atlanta 1996 e fez parte da seleção que ganhou o bronze em Sydney 2000, além dos Jogos Pan-americanos de Santo Domingo 2003. Na segunda metade da sua carreira, jogou em clubes na Espanha e na Suécia. Ela tornou-se renomada por sua notável velocidade em quadra, atributo que a levou ao pódio em diversas ocasiões.
Ela já dividiu as quadras com grandes nomes do basquete feminino e fez parte de um marco histórico da Ponte Preta, em 1994, jogando junto a parceria inédita de Magic Paula e Hortência, e da irmã Helen Luz, conquistaram o título Mundial para o clube ao vencerem o Parma, da Itália.
Silvia também é irmã do jogador de basquete Rafael Luz, que atualmente joga pelo Bàsquet Club Andorra.

## Clubes
- Araçatuba (SP)
- Ponte Preta/Nossa Caixa (SP)
- Data Control/Americana (SP)
- Jundiaí (SP)
- Piracicaba (SP)
- Campinas (SP)
- Fluminense (RJ)
- Paraná Basquete (SP)
- Unimed/Americana (SP)
- Ciub Basquet Ibiza
- Pluig d'en Valls
- Unimed/Ourinhos (SP)
- Rivas Futura